# Triepeolus penicilliferus
Triepeolus penicilliferus là một loài Hymenoptera trong họ Apidae. Loài này được Brues mô tả khoa học năm 1903.